# Израильско-оманские отношения
Израильско-оманские отношения — двусторонние отношения между Государством Израиль и Султанатом Оман. В соответствии с линией бойкота Израиля, принятого ЛАГ, Оман официально не признаёт Израиль и в XX веке принимал участие в бойкоте еврейского государства. Тем не менее, Оман является одной из стран, которая неофициально сотрудничает с Израилем и совместно противостоит расширению иранского влияния в регионе примерно с 2017 года.
В 1994 году Израиль и Оман установили неофициальные торговые отношения, которые были прерваны в 2000 году. В 2018 году глава израильского правительства Биньямин Нетаньяху возглавил делегацию, которая посетила Оман и встретилась с правящим тогда султаном Кабусом и другими официальными лицами. В феврале 2019 года глава оманского МИД Юсуф бин Алауи заявил, что Оман не подпишет договор о нормализации с Израилем до тех пор пока не будет создано независимое палестинское государство. В 2020 году после смерти султана Кабуса, премьер Нетаньяху заявил, что тот был «великим человеком».

## История
В 1994 году тогдашний премьер-министр Ицхак Рабин посетил Оман, где его встретил Султан Омана Кабус бен Саид в столице государства, городе Маскат. Среди прочего, обе стороны обсуждали вопросы использования пресной воды и как улучшить снабжение пресной водой отдельных засушливых регионов. В 1995 году через несколько дней после убийства Рабина, и. о. премьер-министра Израиля Шимон Перес принимал в своей иерусалимской резиденции министра иностранных дел Омана Юсуфа ибн Алауи.
В январе 1996 года Израиль и Оман подписали соглашение о взаимном открытии торговых представительств. Израильский МИД заявил тогда: «Оман верит, что настоящий шаг приведёт к продолжительному прогрессу в мирном процессе, укреплению стабильности в регионе. Торговые представительства будут развивать экономические и торговые отношения с Оманом, а также сотрудничество в сфере водных ресурсов, сельского хозяйства, медицины и коммуникаций». В том же году (4 месяца после убийства премьера Ицхака Рабина) и. о. главы правительства Израиля Шимон Перес посетил Катар и Оман и лично открыл торговые представительства Израиля в обеих странах. В октябре 2000 года с началом второй интифады оманское правительство посчитало, что общественное мнение стало быть настроенным сильно против Израиля и закрыло торговое представительство еврейского государства. Тем не менее, в 2008 году глава МИД Омана Юсуф бин Алауи бин Абдулла встретился со своей израильской коллегой Ципи Ливни во время посещения Катара.
В ноябре 2009 делегация из высокопоставленных израильских дипломатов во главе с генеральным директором МИДа Израиля Йоси Галем и его заместителем Яаковом Хадасом посещала Оман. Формальным поводом для этого стало участие Израиля в ежегодном саммите Ближневосточного опреснительного исследовательского центра (Израиль участвует в программе с 1996 года вместе с Палестинской Администрацией, США, Японией, Иорданией, Нидерландами, Южной Кореей и Катаром). Однако, также были проведены секретные переговоры с главой оманского МИДа Юсуфом бен Алауи. Обсуждались вопросы палестино-израильского урегулирования и установление официальных отношений между Оманом и Израилем. Первый потребовал для этого прекращение строительства на Западном Берегу и полный уход израильтян с этой территорией, израильские дипломаты ответили отказом.
В феврале 2018 года Израиль посетил глава оманского МИДа Юсуф бен Алауи. Он посетил Палестинскую автономию с официальным визитом и неофициально встретился с представителями израильского руководства под прикрытием посещения святых мест — мечетей Омара и аль-Аксы в Иерусалиме.
25 октября 2018 года глава израильского правительства Биньямин Нетаньяху и его супруга посетили Оман с официальным визитом по приглашению главы этой страны султана Кабуса Бен-Саида. Это первый подобный визит главы израильского премьера в Оман с 1996 года. Информация об этом визите была опубликована СМИ постфактум; через несколько дней глава оманского МИДа Юсуф бин Алави бин Абдалла, выступая на проходящей в Бахрейне конференции по вопросам безопасности, заявил, что «Израиль является частью ближневосточного региона… и возможно, пришло время, чтобы к Израилю относились соответствующим образом». Он также заявил, что «Оман делится своими соображениями по палестино-израильскому урегулированию, но не выступает в качестве посредника.». На следующий день израильский министр транспорта и разведки Исраэль Кац был приглашён в Маскат своим оманским коллегой для участия в международной конференции, посвященной проблемам транспорта. Кац представил программу «Пути мира», в рамках которой планируется построить железную дорогу, которая бы соединила Средиземноморское побережье с Персидским заливом и проходила бы через Израиль и Иорданию. В рамках визита министр Кац также посетил древнюю столицу султаната, город Назва, где принял участие в традиционном танце с саблями.
На проходившем в Риме Ближневосточном форуме в ноябре 2018 года глава оманского МИД Саид Бадр бин Хамад аль-Бусаиди заявил, что «арабские страны должны вернуться в реальный мир и признать факт существования Израиля — со всеми вытекающими правами и обязанностями». Аналогичное заявление он сделал месяцем ранее на саммите в Бахрейне. Бусаиди также выразил сожаление, что Израиль не причастен к решению гуманитарного кризиса в Йемене: «Израиль не вовлечен непосредственно, но его голос может быть влиятельным».
В декабре 2018 года глава израильского правительства Нетаньяху объявил, что Оман открыл своё воздушное пространство для израильских гражданских самолётов.
В феврале 2019 года на проходящем в Варшаве ближневосточном саммите глава МИД Омана Юсуф бин Алави прибыл в отель, в котором остановился израильский премьер Нетаньяху. На опубликованном в СМИ видео видно, что оманский министр заходит в отель со стоянки, а не с главного входа, вероятно потому, что не планировалось широко афишировать встречу. На встрече бин Алави заявил, что страдание жителей Ближнего Востока является результатом того, что они застряли в прошлом, однако «наступила новая эра — эра будущего и процветания всех народов».
В августе 2020 года состоялся телефонный разговор глав МИД обеих стран. Через день после разговора, министр Юсуф бин Алауи, руководивший МИДом более 23 лет был отправлен в отставку.
В сентябре 2020 года Оман приветствовал заключение договоров о нормализации между Израилем и ОАЭ и Бахрейном. Президент США Дональд Трамп лично поблагодарил султана Хейсама бен Тарика за это решение в ходе телефонного разговора. Последний выразил надежду, что заключённые соглашения позволят создать независимое палестинское государство со столицей в Восточном Иерусалиме.
В июне 2023 года велись переговоры МИДов двух стран о возможности посещения Храмовой горы и мечети Аль-Акса главой внешнеполитического ведомства султаната Саидом Бадром Альбусаиди в ходе официального визита в Палестинскую автономию. Израильская сторона была готова дать подобное разрешение при условии, что Альбусаиди встретится со своим израильским коллегой Эли Коэном.

## Вопросы нормализации отношений
В 2018 году глава израильского правительства Биньямин Нетаньяху посещал Оман с официальным визитом. Это был первый за 20 лет визит главы Израиля в султанат.
В октябре 2020 года израильский канал «Кешет-12» сообщил, что Оман может стать следующим государством (после ОАЭ и Бахрейна), которое заявит о нормализации отношений с Израилем. Сообщения на эту тему продолжились и в декабре того же года: об этом сообщила газета «The Jerusalem Post».
В сентябре 2020 года палестинский министр по социальным делам Ахмед Маджалани заявил, что пять стран ведут переговоры с Израилем по установлению дипломатических отношений (Коморы, Оман, Судан, Джибути и Мавритания). Из этого списка Судан действительно нормализовал отношения с еврейским государством.

## Сотрудничество

### Оборона и военная сфера
Несмотря на отсутствие дипломатических отношений между странами, ВМФ Израиля и Омана планируют принять совместное участие в учениях «IMX-2020», организуемых США

## Авиасообщение и туризм
Летом 2022 года Саудовская Аравия открыла своё воздушное пространство для всех самолетов, в том числе для израильских самолётов и для самолётов третьих стран, выполняющих рейсы в Тель-Авив. Тем не менее, в августе 2022 года в Израиле вышел запрет военнослужащим израильской армии летать на любых рейсах, чей маршрут проходит над КСА и/или Оманом.
23 февраля 2023 года Султанат Оман открыл своё воздушное пространство для «самолётов всех авиакомпаний, которые соответствуют установленным требованиям». Израиль в этом разрешении непосредственно не называется, но подразумевается. Разрешение оманских властей сократит длительность прямых рейсов израильских авиакомпаний из Тель-Авива в Индию на два часа (неизраильские авиакомпании получили возможность совершать прямые рейсы в Израиль через Оман в 2018 году). Так, вскоре после оглашения этой новости израильская национальная авиакомпания «El-Al» объявила об открытии прямых рейсов из Тель-Авива в Мельбурн, Манилу и Мумбай, так как в данном случае они становятся экономически выгодными.
В ноябре 2023 года израильская авиакомпания «Эль Аль» приняла одностороннее решение временно не использовать воздушное пространство Омана по соображениям безопасности на фоне операции «Железные мечи». Продолжительность рейсов в Азию возрастёт примерно на три часа из-за облёта израильскими самолётами Аравийского полуострова.

## Арабо-израильский конфликт
В отличие от большинства стран региона, Оман никогда не участвовал ни в одном вооруженном конфликте между арабскими государствами и Израилем.